# 我如古龍生
我如古 龍生（がねこ りゅうき、1996年4月27日 - ）は、沖縄県出身のハンドボール選手。日本ハンドボールリーグの琉球コラソン所属。

## 経歴
環太平洋大学時代は2017年の中四国学生ハンドボール選手権大会春季リーグで優秀選手賞を受賞。秋季リーグではベストセブンに選ばれた。
2019年に日本ハンドボールリーグの琉球コラソンへ加入。

## 詳細情報

### 背番号
- 14 (2019年 - )